# Kitty Kielland

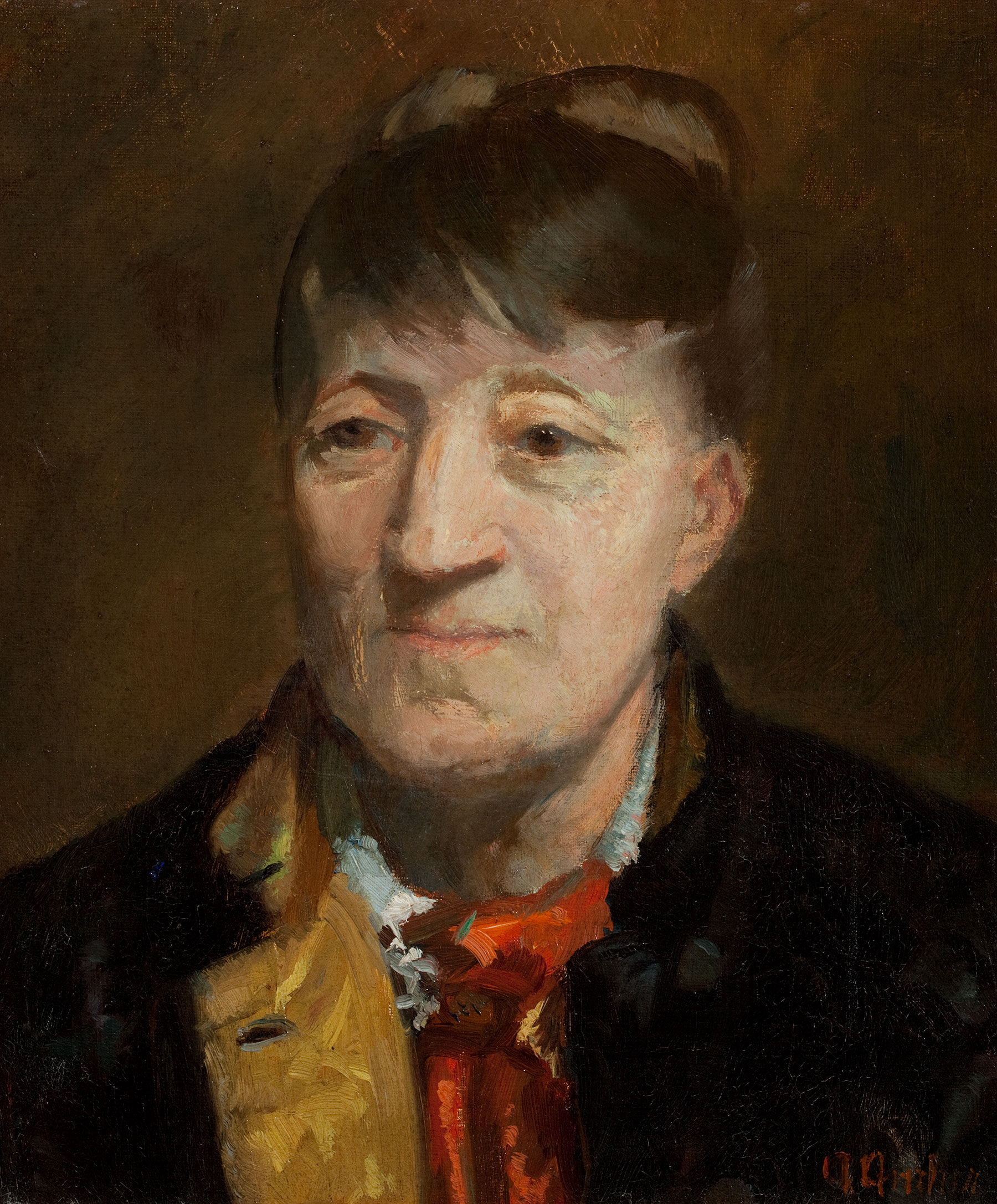
Kitty Kielland porträtiert von Anna Ancher, 1889

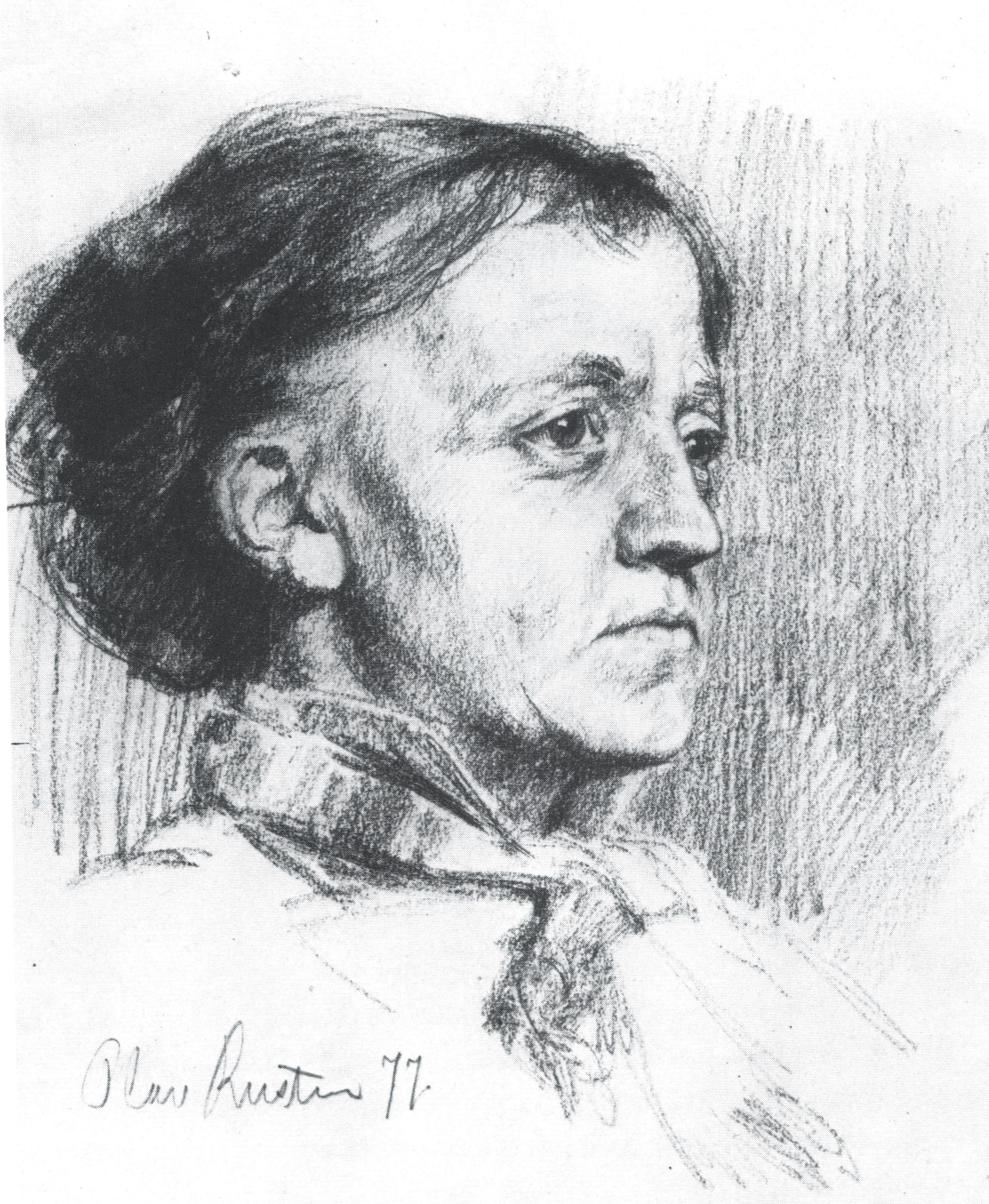
Kitty Kielland, gezeichnet von Olav Rusti

Kitty Kielland (auch: Christine Lange Kielland, Kitty Lange Kielland) (* 8. Oktober 1843 in Stavanger; † 1. Oktober 1914 in Christiania) war eine norwegische Malerin.

## Leben und Werk
Kitty Kielland war die Tochter des Rentiers und Konsuls Jens Zetlitz Kielland und die Schwester des Dichters Alexander Lange Kielland.
Kielland begann in der Jugend als Dilettantin mit der Malerei. Ab dem Jahre 1873 studierte sie in Karlsruhe bei Hans Fredrik Gude. Im Jahre 1875 ging sie nach München, wo sie meist als selbstständige Malerin arbeitete. Kielland zählte zu den bedeutendsten Mitgliedern der norwegischen Künstlerkolonie in München. Während der Sommer 1874, 1876 und 1878 malte sie in Jæren Landschaften.
Von 1879 bis 1889 lebte sie in Paris. Die Sommer verbrachte Kielland teils in Cernay-la-Ville und teils in Jæren. In Paris studierte sie bei Léon Germain Pelouse. Ab dem Jahre 1889 lebte sie in Kristiania. Im Jahre 1893 hielt sie sich vorübergehend in Paris auf. 1896 reiste sie nach Italien und Frankreich. Die Sommer verbrachte sie meist in Jæren; später auch in Ostnorwegen und im norwegischen Hochgebirge.
Kitty Kielland gehört mit Harriet Backer zu den bedeutendsten Vertretern des norwegischen Naturalismus.

## Ausstellungen (Auswahl)
- In den Jahren 1879 bis 1890 stellte sie im Pariser Salon aus.
- Das Bild Torfmoor (Après la pluie) erhielt auf der Pariser Weltausstellung im Jahre 1889 eine Medaille.
- In den Jahren 1884 bis 1908 beschickte sie die staatlichen Jahresausstellungen in Oslo.
- 1914 beteiligte sie sich an der Jubiläumsausstellung in Oslo.
- 1896 beschickte sie die internationale Kunstausstellung in Berlin.
- In den Jahren 1899 und 1907 beschickte sie die internationale Ausstellung in Venedig.
- 1911 beteiligte sie sich an der Weltausstellung in Rom.
- In den Jahren 1883, 1890, 1891 und 1901 beschickte sie die Glaspalastausstellung in München.
- 1904 beschickte sie die Kunstausstellung in Düsseldorf.
- Im Jahre 1911 beteiligte sie sich an einer Kollektivausstellung in Oslo.
- 1925 war sie posthum auf der Jubiläumsausstellung des Kunstvereins in Stavanger vertreten.
- Bilder von Kitty Kielland befinden sich in der Nationalgalerie in Oslo, in den Galerien zu Bergen und Trondheim.

## Varia
Kitty Kielland beteiligte sich an den Debatten über Kunst und soziale Fragen in Norwegen. Ihre Zeitschriftenaufsätze über Kunst und die Frauenfrage erregten allgemeine Aufmerksamkeit.

## Bildergalerie

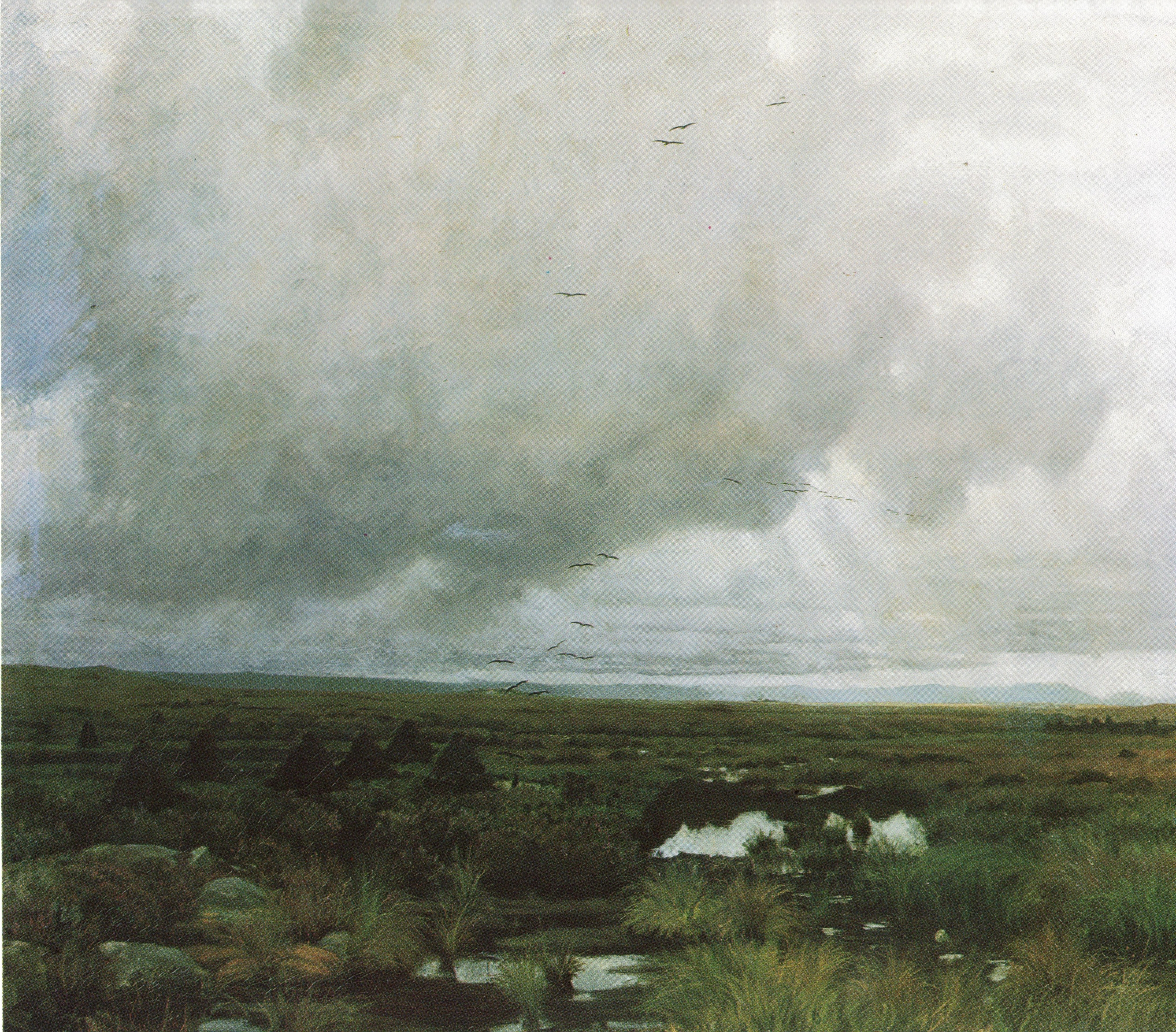
Torfmoor (1880)
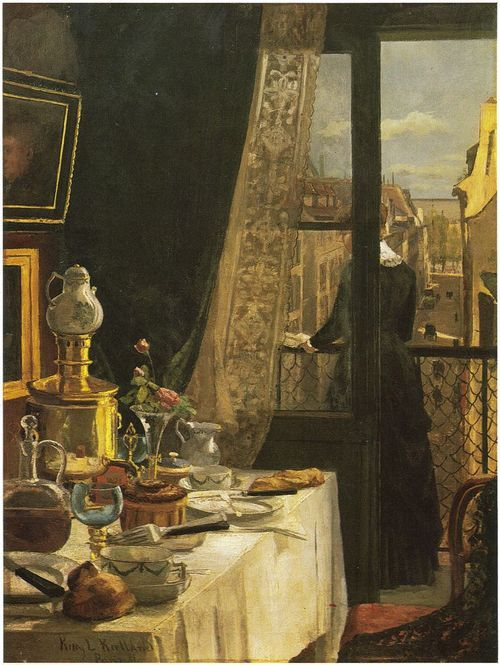
Interieur (1883)
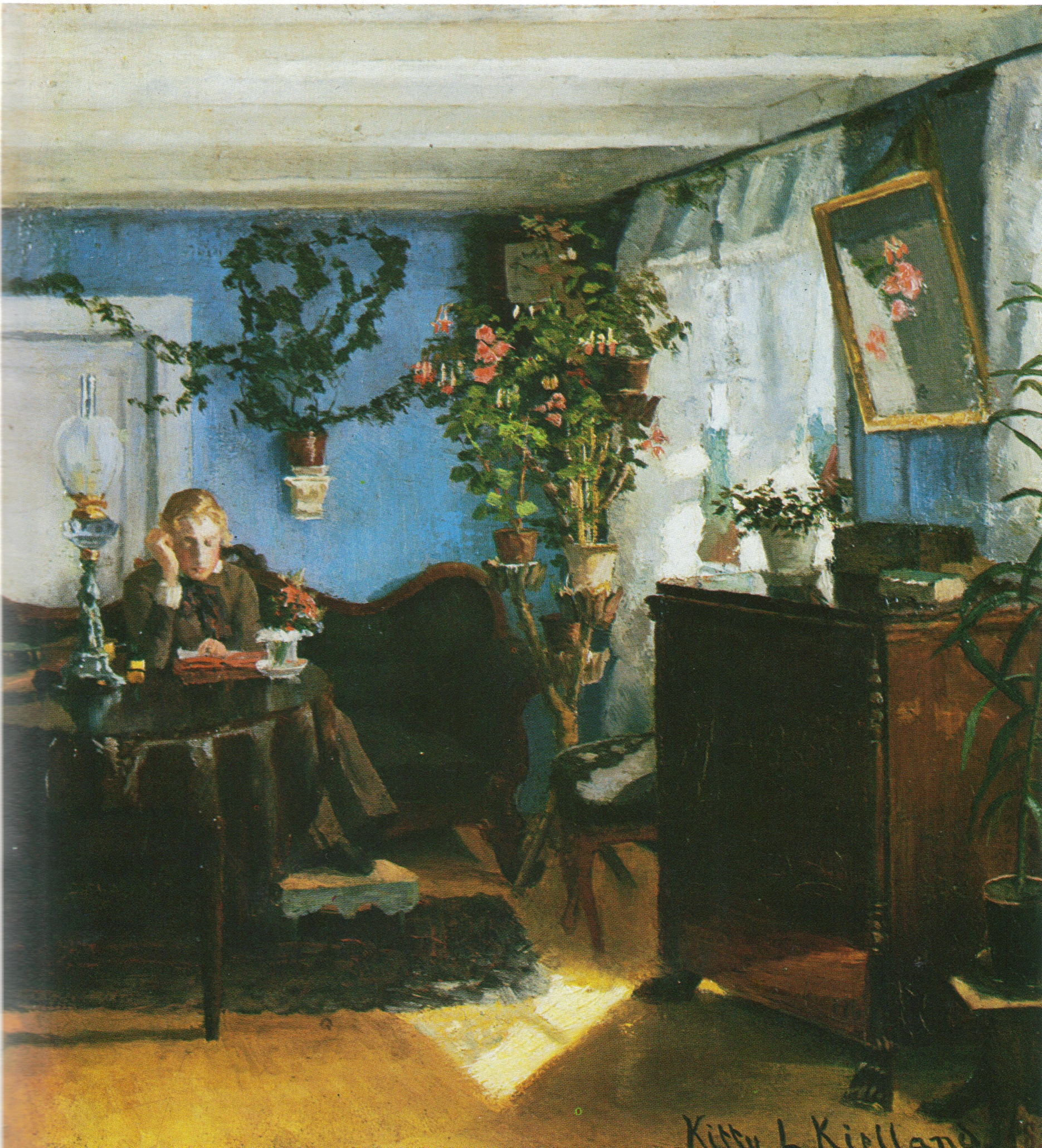
Interieur (1883)
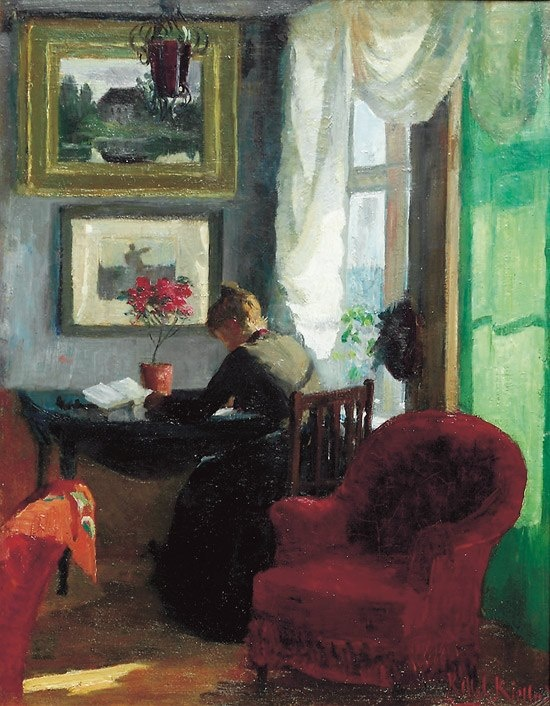
Interieur (1883)
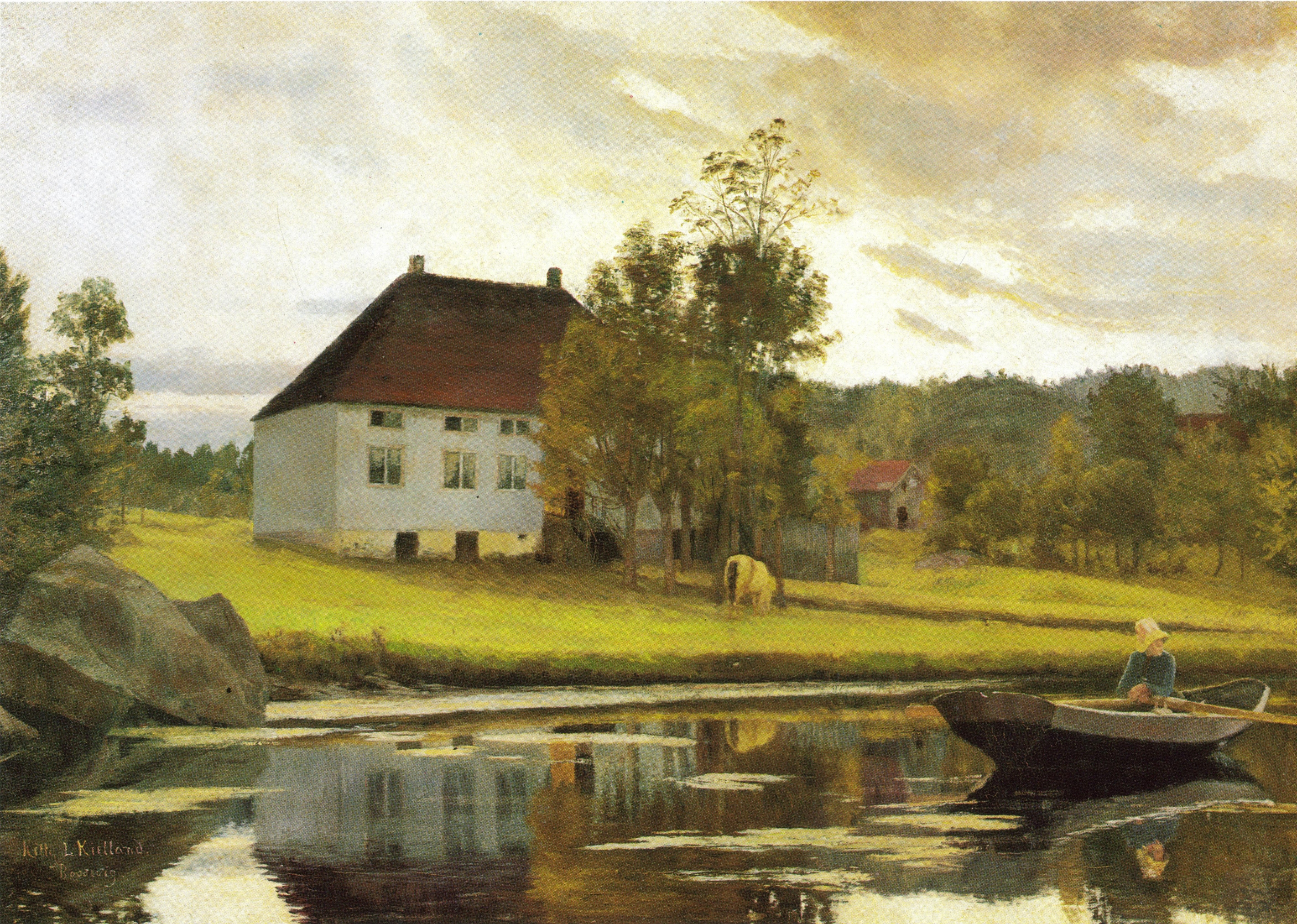
Sonnenuntergang (1885)
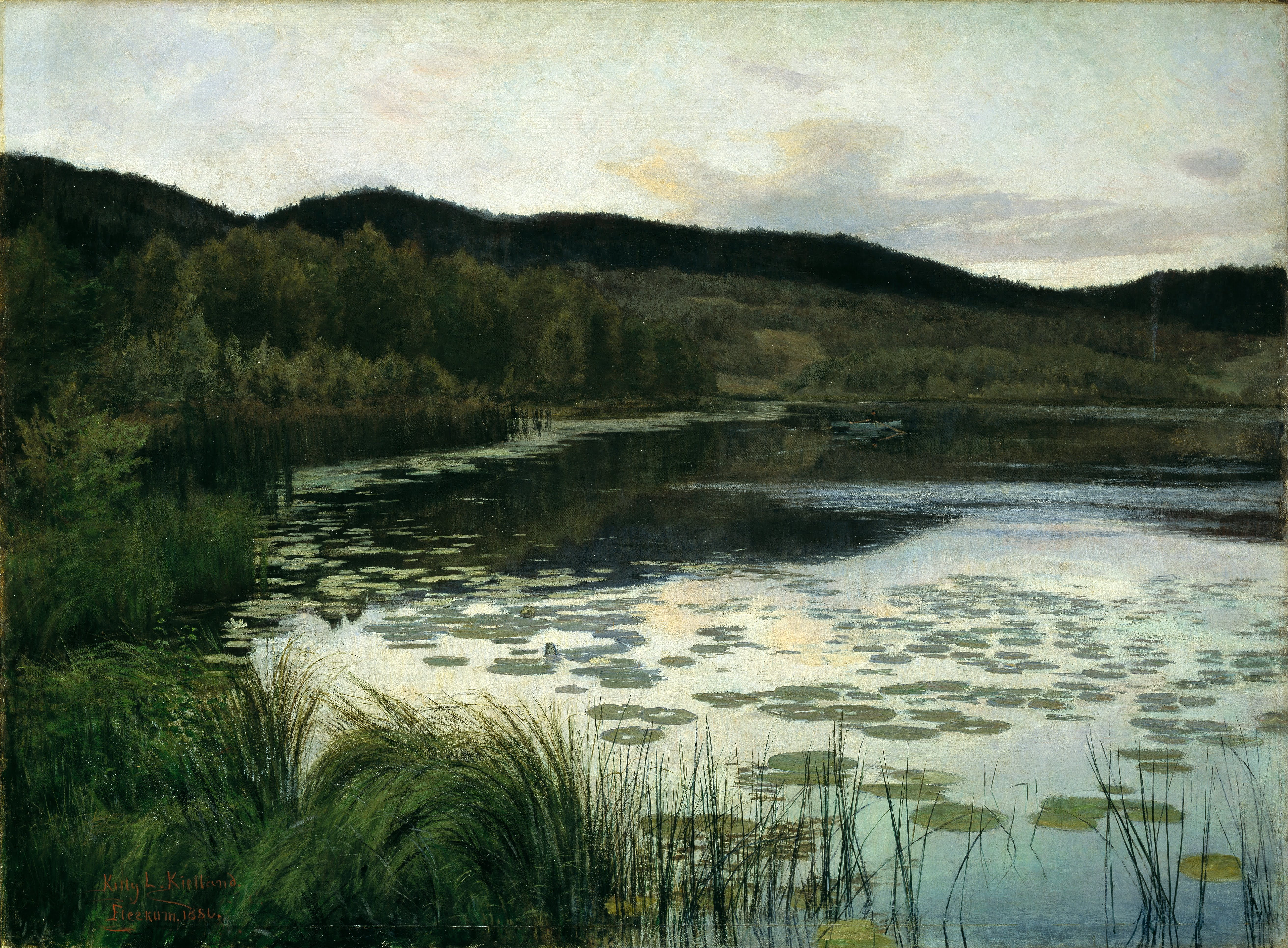
Sommernacht (1886)
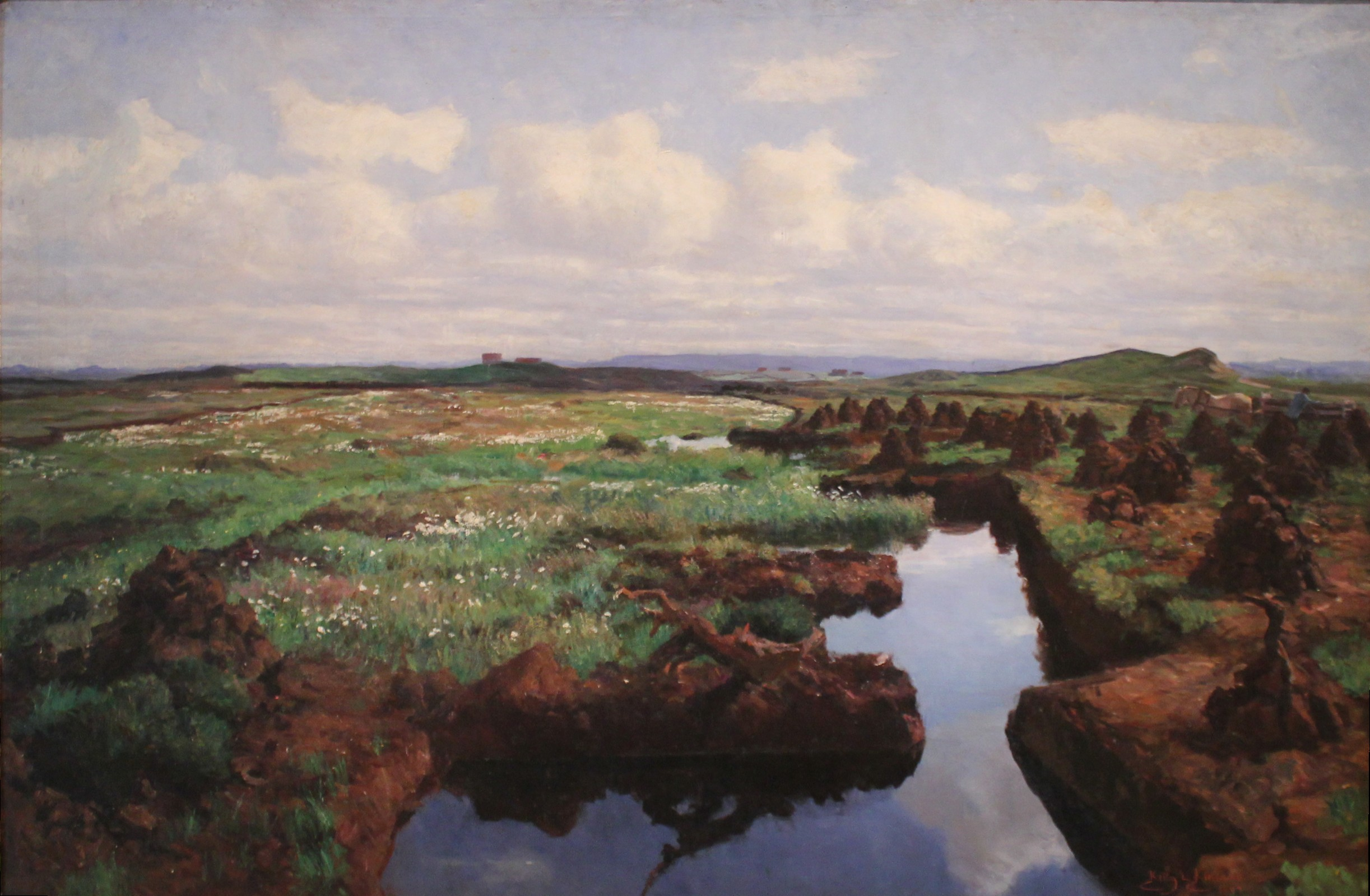
Moor bei Jæren (1897)